# Баринов, Дмитрий Николаевич
Дми́трий Никола́евич Ба́ринов  (род. 11 сентября 1996, Огуднево, Щёлковский район, Московская область, Россия) — российский футболист, полузащитник и капитан московского «Локомотива». Игрок сборной России. Победитель юношеского чемпионата Европы 2013. Чемпион России, трёхкратный обладатель Кубка России, обладатель Суперкубка России.

## Клубная карьера

### «Локомотив» (Москва)
Воспитанник подмосковного футбола. Начинал заниматься в местной огудневской физкультурно-спортивной школе «Селена», затем в школах щёлковского «Спартака» и фрязинского «Олимпа». После перебрался в училище олимпийского резерва «Мастер-Сатурн», находящееся в Егорьевске. Там занимался под руководством Сергея Кищенко. Выступал за юношескую команду «Сатурна».
Проведя в раменском клубе два с половиной года, перешёл в академию московского «Локомотива», где попал в команду 1996 года рождения, которую тренировал Николай Ульянов. С начала 2013 года Сергей Полстянов начал привлекать юного полузащитника к тренировкам молодёжного состава «железнодорожников». 19 апреля Баринов дебютировал в молодёжном первенстве, на 74-й минуте гостевого матча с «Кубанью» (1:1) вышел на поле вместо Никиты Саламатова..
22 мая 2019 года в финальной игре Кубка России против Урала (1:0), Дмитрий Баринов, ставший автором единственного гола, был признан лучшим игроком матча. 9 июля 2019 года Баринов продлил контракт на четыре года. 18 сентября 2019 года забил свой дебютный гол за Локомотив в еврокубках, отличившись в ворота немецкого «Байера» (2:1), в рамках группового этапа Лиги чемпионов 2019/20. 24 мая 2023 года продлил контракт с клубом до лета 2026 года. 5 ноября 2023 года в игре против «Спартака» (1:1) провёл свой 200-й матч за «Локомотив».

## Карьера в сборной
За юношескую сборную России, составленную из игроков 1996 года рождения, выступал в 2013 году, дебютировал в товарищеских матчах. В пяти проведённых поединках сумел отличиться один раз. В официальных встречах под эгидой УЕФА впервые сыграл на стадии элитного отборочного раунда. Первую игру со словенцами провёл с первой до последней минуты. И именно забитый им на 37-й минуте мяч, после которого счёт стал 2:1, принёс первую победу сборной. В последующих матчах Россия обыграла сборную Англии и уступила Португалии. В обоих поединках Дмитрий провёл по 69 минут, оба раза уступая место на поле Александру Головину. Несмотря на поражение в последней игре, сборная России отобралась на чемпионат Европы в Словакии. В финальном турнире Баринов принял участие во всех играх, кроме одной. Он не сыграл в стартовой игре со сборной Украины. Полуфинальная встреча со сборной Швеции завершилась нулевой ничьей. В серии послематчевых пенальти, которая завершилась со счётом 10:9 в пользу россиян, Баринов свой удар реализовал. Финальная встреча с Италией также завершилась «сухой» ничьей, а в серии пенальти российская сборная одержала верх 5:4 и стала победителем чемпионата.
8 июня 2019 года Баринов дебютировал за главную сборную России, выйдя на 73-й минуте на замену вместо Романа Зобнина в матче отбора к чемпионату Европы 2020 со сборной Сан-Марино (9:0). 11 октября 2019 года впервые вышел в стартовом составе сборной в матче отбора Евро-2020 с Шотландией, матч закончился победой россиян со счётом 4:0.
Участник чемпионата Европы по футболу 2020, прошедшего в 2021 году.
4 сентября 2021 года в матче отборочного турнира чемпионата мира по футболу 2022 против Кипра (2:0) был капитаном сборной.

## Скандалы
5 мая 2018 года «Локомотив» выиграл чемпионат России за тур до конца сезона, одержав домашнюю победу над «Зенитом» (1:0). Празднуя чемпионство, Баринов вместе с болельщиками исполнил нецензурную кричалку в адрес московского «Спартака». При этом сам Баринов в детстве болел за «Спартак». На следующий день Баринов извинился за кричалку на своей официальной страничке в Instagram.

## Достижения
Командные
 «Локомотив» (Москва)
- Чемпион России: 2017/18
- Обладатель Кубка России (3): 2016/17, 2018/19, 2020/21
- Серебряный призёр чемпионата России (2): 2018/19, 2019/20
- Бронзовый призёр чемпионата России: 2020/21
- Обладатель Суперкубка России: 2019

 Сборная России
- Победитель юношеского чемпионата Европы: 2013
- Серебряный призёр юношеского чемпионата Европы (до 19 лет): 2015

## Статистика

### Клубная
| Выступление        | Выступление      | Выступление      | Лига | Лига | Кубки | Кубки | Еврокубки | Еврокубки | Итого | Итого |
| Клуб               | Лига             | Сезон            | Игры | Голы | Игры  | Голы  | Игры      | Голы      | Игры  | Голы  |
| ------------------ | ---------------- | ---------------- | ---- | ---- | ----- | ----- | --------- | --------- | ----- | ----- |
| Локомотив (Москва) | РПЛ              | 2014/15          | 2    | 0    | 0     | 0     | —         | —         | 2     | 0     |
| Локомотив (Москва) | РПЛ              | 2015/16          | 2    | 0    | 2     | 0     | 0         | 0         | 4     | 0     |
| Локомотив (Москва) | РПЛ              | 2016/17          | 12   | 0    | 3     | 0     | —         | —         | 15    | 0     |
| Локомотив (Москва) | РПЛ              | 2017/18          | 16   | 1    | 1     | 0     | 2         | 0         | 19    | 1     |
| Локомотив (Москва) | РПЛ              | 2018/19          | 23   | 1    | 6     | 1     | 4         | 0         | 33    | 2     |
| Локомотив (Москва) | РПЛ              | 2019/20          | 23   | 1    | 1     | 0     | 5         | 1         | 29    | 2     |
| Локомотив (Москва) | РПЛ              | 2020/21          | 13   | 1    | 4     | 0     | —         | —         | 17    | 1     |
| Локомотив (Москва) | РПЛ              | 2021/22          | 23   | 0    | 2     | 0     | 5         | 0         | 30    | 0     |
| Локомотив (Москва) | РПЛ              | 2022/23          | 27   | 2    | 7     | 0     | —         | —         | 34    | 2     |
| Локомотив (Москва) | РПЛ              | 2023/24          | 27   | 2    | 5     | 0     | —         | —         | 32    | 2     |
| Локомотив (Москва) | Итого            | Итого            | 168  | 8    | 31    | 1     | 16        | 1         | 215   | 10    |
| Всего за карьеру   | Всего за карьеру | Всего за карьеру | 168  | 8    | 31    | 1     | 16        | 1         | 215   | 10    |

### В сборной
| Матчи и голы Дмитрия Баринова за национальную сборную России | Матчи и голы Дмитрия Баринова за национальную сборную России | Матчи и голы Дмитрия Баринова за национальную сборную России | Матчи и голы Дмитрия Баринова за национальную сборную России | Матчи и голы Дмитрия Баринова за национальную сборную России | Матчи и голы Дмитрия Баринова за национальную сборную России |
| №                                                            | Дата                                                         | Оппонент                                                     | Счёт                                                         | Голы                                                         | Соревнование                                                 |
| ------------------------------------------------------------ | ------------------------------------------------------------ | ------------------------------------------------------------ | ------------------------------------------------------------ | ------------------------------------------------------------ | ------------------------------------------------------------ |
| 1                                                            | 8 июня 2019                                                  | Сан-Марино                                                   | 9:0                                                          |                                                              | Отборочные матчи ЧЕ-2020                                     |
| 2                                                            | 11 июня 2019                                                 | Кипр                                                         | 1:0                                                          |                                                              | Отборочные матчи ЧЕ-2020                                     |
| 3                                                            | 6 сентября 2019                                              | Шотландия                                                    | 1:2                                                          |                                                              | Отборочные матчи ЧЕ-2020                                     |
| 4                                                            | 10 октября 2019                                              | Шотландия                                                    | 4:0                                                          |                                                              | Отборочные матчи ЧЕ-2020                                     |
| 5                                                            | 5 июня 2021                                                  | Болгария                                                     | 1:0                                                          |                                                              | Товарищеский матч                                            |
| 6                                                            | 12 июня 2021                                                 | Бельгия                                                      | 0:3                                                          |                                                              | Чемпионат Европы 2020                                        |
| 7                                                            | 16 июня 2021                                                 | Финляндия                                                    | 1:0                                                          |                                                              | Чемпионат Европы 2020                                        |
| 8                                                            | 1 сентября 2021                                              | Хорватия                                                     | 0:0                                                          |                                                              | Отборочные матчи ЧМ-2022                                     |
| 9                                                            | 4 сентября 2021                                              | Кипр                                                         | 2:0                                                          |                                                              | Отборочные матчи ЧМ-2022                                     |
| 10                                                           | 7 сентября 2021                                              | Мальта                                                       | 2:0                                                          |                                                              | Отборочные матчи ЧМ-2022                                     |
| 11                                                           | 8 октября 2021                                               | Словакия                                                     | 1:0                                                          |                                                              | Отборочные матчи ЧМ-2022                                     |
| 12                                                           | 11 октября 2021                                              | Словения                                                     | 2:1                                                          |                                                              | Отборочные матчи ЧМ-2022                                     |
| 13                                                           | 14 ноября 2021                                               | Хорватия                                                     | 0:1                                                          |                                                              | Отборочные матчи ЧМ-2022                                     |
| 14                                                           | 24 сентября 2022                                             | Кыргызстан                                                   | 2:1                                                          |                                                              | Товарищеский матч                                            |
| 15                                                           | 20 ноября 2022                                               | Узбекистан                                                   | 0:0                                                          |                                                              | Товарищеский матч                                            |
| н/о                                                          | 12 сентября 2023                                             | Катар                                                        | 1:1                                                          |                                                              | Товарищеский матч                                            |

Итого: 15 матчей и 0 голов; 11 побед, 2 ничьи, 2 поражения.